# Zethus parvulus
Zethus parvulus är en stekelart som beskrevs av Henri Saussure 1856. Zethus parvulus ingår i släktet Zethus och familjen Eumenidae. Inga underarter finns listade i Catalogue of Life.